# مقاطعة واين (يوتا)
مقاطعة واين (بالإنجليزية: Wayne County)‏ هي إحدى مقاطعات ولاية يوتا في الولايات المتحدة الأمريكية.